# Dorian Szyttenholm
Dorian Szyttenholm (ur. 2 maja 1983) – polski koszykarz, występujący na pozycji silnego skrzydłowego.
21 lipca 2021 zakończył karierę sportową. Dorian spędził 17 lat w Astorii Bydgoszcz, której jest wychowankiem. Podczas pożegnalnego meczu klub zastrzegł jego numer – 4.

## Osiągnięcia
Drużynowe
- Awans do:
  - TBL (2019)
  - I ligi (2003)